# ريد فيليبس
ريد فيليبس (بالإنجليزية: Red Phillips)‏ هو لاعب كرة قاعدة أمريكي، ولد في 3 نوفمبر 1908 في بولس فالي في الولايات المتحدة، وتوفي في 1 فبراير 1988 في ويتشيتا في الولايات المتحدة.

## وصلات خارجية
- ريد فيليبس على موقعبيزبول رفرنس.كوم (الدوري الرئيسي) (الإنجليزية)